# The Trap (film 1914 Powell)
The Trap è un cortometraggio muto diretto da Paul Powell e sceneggiato da Will M. Ritchey. Prodotto dalla Lubin Manufacturing Company, il film - interpretato da W.W. Campbell - venne distribuito nelle sale il 13 novembre 1914.

## Produzione
Il film fu prodotto da  Siegmund Lubin per la sua compagnia, la Lubin Manufacturing Company.

## Distribuzione
Distribuito dalla General Film Company, il film - un cortometraggio di una bobina - uscì nelle sale degli Stati Uniti il 13 novembre 1914